# 理查德·伯格曼
理查德·伯格曼（英語：Richard Bergmann，1919年4月10日—1970年4月5日），奥地利和英国男子乒乓球运动员。他曾获得7枚世界乒乓球锦标赛金牌。他于1982年进入国际犹太体育名人堂。